# 색스 피프스 애비뉴
색스 피프스 애비뉴(Saks Fifth Avenue)는 미국의 고급 백화점 체인이다. 본점은 뉴욕 5번가에 위치하고 있다. 경쟁 고급 백화점 체인으로 바니스 뉴욕, 버그도프 굿먼, 니먼 마커스, 로드 & 테일러, 블루밍데일스 등이 있다.